# Михайлов, Василий Михайлович (поэт)
Василий Михайлович Михайлов (23 августа 1923, дер. Новая Монья, Малопургинский район, Удмуртской АССР, — 5 марта 2015, Ижевск, Российская Федерация) — советский удмуртский государственный и общественный деятель,
поэт, публицист, редактор, журналист. Заслуженный работник культуры РСФСР (1968).

## Биография
Родился в крестьянской семье. После окончания Можгинского педагогического училища, работал школьным учителем. В 1958 году окончил Высшую партийную школу при ЦК КПСС.
Участник Великой Отечественной войны. В 1941 году был призван в ряды Красной Армии, участвовал в освобождении Украины, Польши, закончил войну в Германии.
С 1947 года продолжил педагогическую деятельность. Позже работал в редакции районной газеты в г. Малая Пурга. Окончил межобластную партийную школу в г. Свердловске и был направлен в редакцию газеты «Советская Удмуртия».
Впоследствии — ответственный секретарь газеты «Советской Удмуртия» (1958—59 гг.), заместитель Министра культуры Удмуртской АССР (1959—61 гг.), Министр культуры Удмуртской АССР (1961—65 гг.), заместитель редактора газеты «Советской Удмуртия» (1965—67 гг.) и редактор газеты «Советской Удмуртия» (1967—87 гг.). Неоднократно избирался депутатом Верховного Совета Удмуртской АССР .
За боевые заслуги и трудовые успехи награждён орденами и медалями, Почётными грамотами Президиума Верховного Совета Удмуртской АССР.

## Творчество
В. Михайлова дебютировал в конце 1940-х гг. Первые стихи поэта написаны о подвиге воинов Великой Отечественной войны, о труде женщин в тылу, о любви и дружбе.
Поэтические произведения В. Михайлова публиковались в альманахах «Кизили», в журнале «Молот», в коллективных сборниках «Ӟардон» («Рассвет»), «Стихи удмуртских поэтов». Отдельной книгой была опубликована поэма «Натӥ» («Наташа»).
В. Михайлов — автор очерков и рассказов, которые вошли в сборники «Гуртэ сюрес» («Дорога в деревню»), «Туриос дор пала лобо».

## Избранные произведения
- Кылбуръёс // Ӟардон: Егит поэтъёслэн кылбур сборниксы. — Ижевск, 1951. — С. 27-32.
- Натӥ: Поэма. — Ижевск. 1955. — 28 с.
- Стихи // Стихи удмуртских поэтов. — Ижевск, 1957. — С. 267—269.
- Гуртэ сюрес: Очеркъёс но веросъёс. — Ижевск, 1962. — 56 с.
- Сюлэм о: те: Веросъёс. — Ижевск, 1983. — 80 с.
- Пиртэш шумпотон: Верос // Удмурт дунне. — 1993. — 21,24 авг.
- Туриос дор пала лобо: Драма // Кенеш. — 1995. — № 5. — С. 32-40.
- Вордскем гуртэ: Кылбуръёс // Вордскем кыл. — 1996. — № 4. — С. 94-95.
- Туриос дор пала лобо: Веросъёс, очеркъёс, публицистика. — Ижевск, 2003. — 112 с.